# C12H7NO3
化学式C12H7NO3（摩尔质量：213.189 g/mol）可以指：
- 1-硝基二苯并呋喃，CAS号：87812-99-5
- 2-硝基二苯并呋喃，CAS号：20927-95-1
- 3-硝基二苯并呋喃，CAS号：5410-97-9
- 4-氨基-1,8-萘二酸酐，CAS号：6492-86-0
- N-羟基-1,8-萘二甲酰亚胺，CAS号：7797-81-1

|  | 这个同类索引页列出了具有相同分子式的化学物（即同分異構體）条目。 除非您是有意链接至本页，否则应将相应条目的内部链接指向正确的条目。 |